# Ткач, Марк Петрович
Ма́рк Петро́вич Ткач (укр. Марко Ткач; 8 мая 1901, Нежин — 1 сентября 1937, Киев) — советский партийный деятель, редактор, государственный чиновник, организатор кинопроизводства, журналист. Кандидат в члены ЦК КП(б)У (1934—1937).

## Биография
Родился в Нежине Черниговской губернии в еврейской семье. Отец владел аптекарским магазином в Лубнах. Учился в Киевском институте народного хозяйства, но не окончил его. В 1920 году вступил в ряды КП(б)У.
В 1923—1925 годах — заместитель редактора газеты «Красная Армия», с июля по август 1925 года временно исполнял обязанности редактора газеты. Затем работал заведующим газетным сектором отдела агитации, пропаганды и печати ЦК КП(б)У. Входил в состав Центральной комиссии по празднованию 25-летнего юбилея революции 1905 года в УССР.
В 1931—1933 годах — ответственный редактор газеты «Известия ВУЦИК» (укр. «Вісті ВУЦВК»), в 1931—1934 годах — главный редактор украинского литературно-художественного и общественно-политического журнала иностранной литературы «Всесвiт».
В 1933—1936 годах — начальник Главного управления по делам литературы и издательств УССР. Избирался делегатом (с совещательным голосом) XII съезда КП(б)У, кандидатом в члены ЦК КП(б)У (1934—1937).
В 1936—1937 годах — заместитель начальника Управления по делам искусств при СНК УССР — директор Государственного украинского треста кинопромышленности «Украинфильм». Поддержал постановку на киностудии кинокомедии «Богатая невеста». В июне 1936 года вынес постановление о запрете фильма Абрама Роома «Строгий юноша». По инициативе М. П. Ткача с 20 августа по 20 сентября 1936 года в УССР был проведён месячник детского кино. 
В апреле 1937 года в письме заместителя начальника ГУКФ В. А. Усиевича «за непроявление надлежащей заботы и действенности контроля» по очистке фонда кинофильмов от политически вредных кадров руководителям киностудий, в том числе Ткачу, было поставлено на вид. Арестован 23 июля 1937 года. 1 сентября 1937 года Военной коллегией Верховного Суда СССР приговорён по статьям 54-8 и 54-11 УК УССР к ВМН. Расстрелян в Киеве в тот же день (по другим сведениям — 2 сентября 1937 года). Вероятное место захоронения — тайный спецучасток НКВД в Быковнянском лесу.
В сентябре 1937 года на Первом всесоюзном съезде профсоюза киноработников М. П. Ткач был назван «врагом народа». 4 октября 1937 года в газете «Кино» была опубликована статья «Буржуазные националисты в украинском кино», в которой бывшие руководители «Украинфильма» П. М. Косячный, И. П. Косило, М. П. Ткач, С. Л. Орелович и  Г. М. Левит упоминались как «националистические прихвостни и троцкистские мерзавцы»; статья призывала «выкорчевать до конца буржуазно-националистические и троцкистские охвостья в украинской кинематографии». 
Реабилитирован в 1956 году.